# Réseau des sports
Das Réseau des sports (RDS) ist ein kanadischer, französischsprachiger Fernsehsender aus der Provinz Québec mit Sitz in Montreal. Der Sender wird von Bell Media betrieben und sendet rund um die Uhr ausschließlich Sportfernsehen. RDS ist das französischsprachige Gegenstück zu The Sports Network und ging am 1. September 1989 auf Sendung, womit er der erste französischsprachige Sportsender Kanadas war. Er ist bekannt für die Übertragung der Spiele der Canadiens de Montréal aus der National Hockey League.